# Prix Aymé-Poirson
Pour les articles homonymes, voir Aymé.
Le prix Aymé Poirson est une distinction décernée tous les deux ans par l'Académie des sciences française destinée à honorer un expert dans le domaine des applications de la science à l’industrie.

## Origine
Ce prix, créé en 1965, porte le nom du premier directeur, de 1919 à 1934, de l'Institut polytechnique de l'Ouest (IPO) aujourd'hui École centrale de Nantes.

## Liste des lauréats
Le prix a été décerné 18 fois depuis sa création, :
- 1965 : Jean Plateau
- 1969 : Gérard Pinard Legry
- 1973 : Yves Bresson et Jean-Alfred Odier
- 1977 : Henri Mermoz
- 1980 : Marie-Claude Chalabreysse, Pierre Delvalle, Pierre Frémeaux et Louis Pesme
- 1983 : Georges Bret pour ses contributions aux applications des phénomènes optiques
- 1986 : Roger Cohen-Adad
- 1989 : Jean-François Drogou et Noël Crenne
- 1992 : Marcel Garnier
- 1995 : Hervé Arribart
- 2000 : Jacqueline Belloni
- 2001 : Philippe Davy
- 2004 : Bijan Mohammadi
- 2006 : Frédéric Guichard
- 2008 : Myriam Pannetier-Lecœur et Claude Fermon
- 2010 : Yves Bréchet
- 2012 : Michel Armand
- 2014 : Frédéric Barbaresco, pour ses travaux sur le radar à partir des travaux du mathématicien René Maurice Fréchet[3].
- 2016 : Alain Pecker
- 2018 : Riad Haïdar
- 2020 : Gérard Mignani[4]
- 2022 : Christophe Boisson[5]